# Kosmos 96
Kosmos 96 (em russo: Космос 96; romaniz.: Cosmos 96), também referenciada como Venera 4A e 3MV-4 No.6, foi uma sonda espacial soviética projetada para estudar o planeta Vênus como parte do Programa Vênera.
Foi lançado em 23 de Novembro de 1965 às 03:21 GMT do Cosmódromo de Baikonur, União Soviética (atualmente no Cazaquistão), através de um foguete Molniya.
A sonda decaiu de sua órbita e reentrou na atmosfera terrestre em 9 de dezembro de 1965, sendo que partes da sonda chegaram ao sudeste do Canadá e nordeste dos Estados Unidos.